# Cascada de la Osera
La Cascada de la Osera es una cascada situada en Mogón, en el término municipal de Villacarrillo, en la Sierra de las Villas, en el Parque natural de las Sierras de Cazorla, Segura y Las Villas (Provincia de Jaén, España). Con una caída de 130 metros se trata de la cascada más alta de Andalucía y la segunda de España, sólo superada en altura por el Salto del Nervión.

## Descripción
Concretamente se encuentra en la Sierra de las Villas, dentro del Parque natural de las Sierras de Cazorla, Segura y Las Villas. El curso de agua comienza poco después de abandonar el Embalse de Aguascebas, el río Aguascebas se despeña 130 metros en el Salto de la Osera. El mismo río posee más cascadas, muy cercanas unas a otras: el salto del aliviadero del Aguascebas y, 90 metros más arriba, el Salto de Chorrogil, que supera 80 metros de desnivel. Debido a este fenómeno se conoce al paraje con el nombre conjunto de Cascadas de la Osera y Chorrogil. 